# Südliche Baaralb
Das FFH-Gebiet Südliche Baaralb liegt im Süden von Baden-Württemberg und ist Bestandteil des europäischen Schutzgebietsnetzes Natura 2000. Es wurde 2005 durch das Regierungspräsidium Freiburg angemeldet. Mit Verordnung des Regierungspräsidiums Freiburg zur Festlegung der Gebiete von gemeinschaftlicher Bedeutung vom 25. Oktober 2018 (in Kraft getreten am 11. Januar 2019), wurde das Schutzgebiet ausgewiesen.

## Lage
Das rund 1368 ha große Schutzgebiet Südliche Baaralb liegt in den Naturräumen Hegaualb und Baaralb und Oberes Donautal. Das Gebiet erstreckt sich über die Gemeinden Engen im Landkreis Konstanz, Blumberg und Hüfingen im Schwarzwald-Baar-Kreis sowie Geisingen im Landkreis Tuttlingen.

## Beschreibung
Der Landschaftscharakter des Schutzgebiets wird im Wesentlichen durch das Tal der Aitrach und seine Nebentälern geprägt. Außerdem gehören die Zeugenberge Stoberg und Fürstenberg, der Längewald bei Hondingen und einige Wiesen um Riedböhringen zum Gebiet.

## Schutzzweck

### Lebensraumtypen
Folgende Lebensraumtypen nach Anhang I der FFH-Richtlinie kommen im Gebiet vor:
| EU Code | * | Lebensraumtyp (offizielle Bezeichnung)                                                                                            | Kurzbezeichnung                              |
| ------- | - | --- | -------------------------------------------- |
| 3160    |   | Dystrophe Seen und Teiche | Dystrophe Seen                               |
| 3260    |   | Flüsse der planaren bis montanen Stufe mit Vegetation des Ranunculion fluitantis und des Callitricho-Batrachion                   | Fließgewässer mit flutender Wasservegetation |
| 5130    |   | Formationen von Juniperus communis auf Kalkheiden und -rasen                                                                      | Wacholderheiden                              |
| 6110    | * | Lückige basophile oder Kalk-Pionierrasen (Alysso-Sedion albi)                                                                     | Kalk-Pionierrasen                            |
| 6210    | * | Naturnahe Kalk-Trockenrasenund deren Verbuschungsstadien (Festuco-Brometalia) (*besondere Bestände mit bemerkenswerten Orchideen) | Kalk-Magerrasen – orchideenreiche Bestände*  |
| 6410    |   | Pfeifengraswiesen auf kalkreichem Boden, torfigen und tonig-schluffigen Böden (Molinion caeruleae)                                | Pfeifengraswiesen                            |
| 6430    |   | Feuchte Hochstaudenfluren der planaren und montanen bis alpinen Stufe                                                             | Feuchte Hochstaudenfluren                    |
| 6510    |   | Magere Flachland-Mähwiesen (Alopecurus pratensis, Sanguisorba officinalis)                                                        | Magere Flachland-Mähwiesen                   |
| 6520    |   | Berg-Mähwiesen | Berg-Mähwiesen                               |
| 7140    |   | Übergangs- und Schwingrasenmoore                                                                                                  | Übergangs- und Schwingrasenmoore             |
| 7230    |   | Kalkreiche Niedermoore | Kalkreiche Niedermoore                       |
| 8160    | * | Kalkhaltige Schutthalden der collinen bis montanen Stufe Mitteleuropas                                                            | Kalkschutthalden                             |
| 9130    |   | Waldmeister-Buchenwald (Asperulo-Fagetum)                                                                                         | Waldmeister-Buchenwald                       |
| 9150    |   | Mitteleuropäischer Orchideen-Kalk-Buchenwald (Cephalanthero-Fagion)                                                               | Orchideen-Buchenwälder                       |
| 91U0    |   | Kiefernwälder der sarmatischen Steppe                                                                                             | Steppen-Kiefernwälder                        |

### Arteninventar
Folgende Arten von gemeinschaftlichem Interesse kommen im Gebiet vor:
| Bild                        | EU Code | * | Art                         | wissenschaftlicher Name  | Artengruppe |
| --------------------------- | ------- | - | --------------------------- | ------------------------ | ----------- |
| Kammmolch                   | 1166    |   | Kammmolch                   | Triturus cristatus       | Amphibien   |
| Gelbbauchunke               | 1193    |   | Gelbbauchunke               | Bombina variegata        | Amphibien   |
| Großes Mausohr              | 1324    |   | Großes Mausohr              | Myotis myotis            | Säugetiere  |
| Biber                       | 1337    |   | Biber                       | Castor fiber             | Säugetiere  |
| Firnisglänzendes Sichelmoos | 1381    |   | Firnisglänzendes Sichelmoos | Drepanocladus vernicosus | Moose       |
| Gelber Frauenschuh          | 1902    |   | Gelber Frauenschuh          | Cypripedium calceolus    | Pflanzen    |

### Zusammenhängende Schutzgebiete
Folgende Naturschutzgebiete sind Bestandteil des FFH-Gebiets:
- Hondinger Zisiberg
- Zollhausried